# Solamen striatissimum
Solamen striatissimum is een tweekleppigensoort uit de familie van de Mytilidae. De wetenschappelijke naam van de soort is voor het eerst geldig gepubliceerd in 1904 door G.B. Sowerby III.